# Pussel (musikalbum)
Pussel är Thomas Di Levas tredje studioalbum, utgivet 1986.

## Låtlista
1. Varför? (4:46)
2. Du får mig (4:10)
3. Stjärnsystemet (5:12)
4. Glad att du ännu har tårar (4:04)
5. På vift (4:33)
6. Om du längtar (4:02)
7. Hänger i ett stup (3:58)
8. Himlen (4:12)
9. Drömmar är gratis (4:52)
10. Ljuger för mig själv (4:57)